# Manuel Pablo García
Manuel Pablo García (Brinkmann, 11 novembre 1980) è un ex calciatore argentino, di ruolo attaccante.

## Carriera
La sua carriera inizia nel 1999 nel Racing Club de Avellaneda, con cui vince il Torneo di Apertura 2001 della Primera División argentina. Nel 2003 si trasferisce in Polonia dove disputa una stagione nella massima serie con la maglia del Legia Varsavia. Successivamente torna in Argentina, dove disputa due campionati di terza serie con l'Unión de Sunchales totalizzando 31 reti, per poi passare al Club Atlético Tucumán nel 2006 ed al San Martín de San Juan nel 2007.
Nel 2008 si trasferisce in Italia, dove aveva avuto già un'esperienza nel 2006 in Serie D con la maglia del Riccione, e disputa la prima parte del campionato di Serie D 2008-2009 con il Matera, giocando 6 gare di campionato senza segnare e 6 gare di Coppa Italia Serie D mettendo a segno 4 gol; a dicembre dello stesso anno viene ceduto al Campobasso, sempre in Serie D, dove totalizza 3 presenze.
Terminata l'esperienza italiana, rientra in Argentina dove dal 2009 al 2011 torna a vestire la maglia dell'Unión de Sunchales, squadra che disputa il Torneo Argentino A, e nel 2012 si trasferisce al Club Deportivo Santamarina, nella stessa categoria.

## Palmarès

### Club

#### Competizioni nazionali
- Campionato argentino: 1

Racing Club: Apertura 2001